# Æon Flux

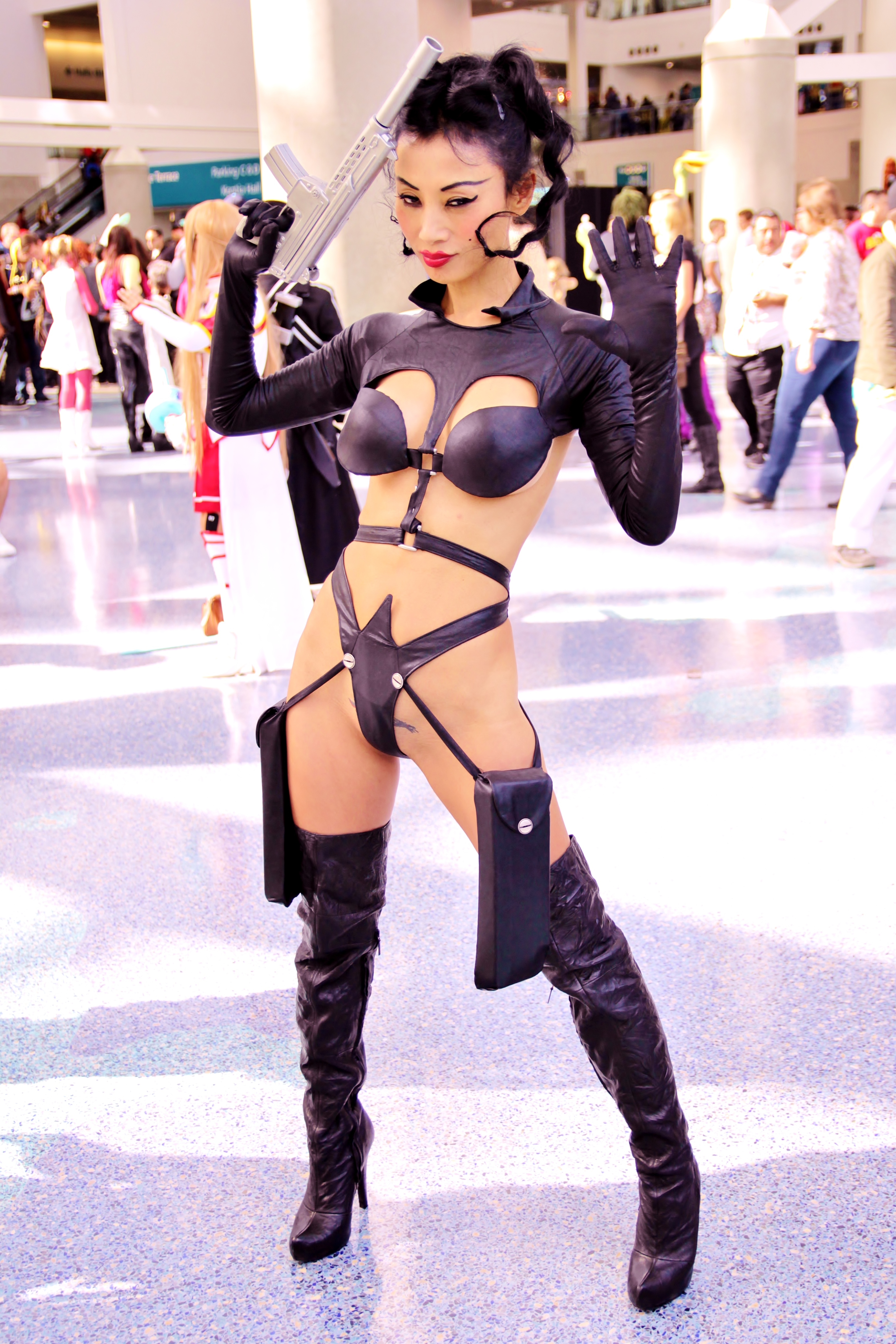
Cosplay de Æon Flux en la Comikaze de Stan Lee de 2014.

Æon Flux (pronunciado [ˌiːɒn ˈflʌks]) es una serie animada vanguardista de ciencia ficción estadounidense, creada por Peter Chung, producida y transmitida por MTV. La serie está enfocada al público adulto joven amante del anime y de la ciencia ficción. Aquella contundente mezcla de violencia, sexo y humor negro, con diálogos que profundizaban en los personajes y sus relaciones al margen de la acción en un marco de complicadas tramas, la convirtieron muy pronto en una exitosa serie de culto.
Æon Flux fue adaptada al cine como película de imagen real, protagonizada por Charlize Theron como el personaje epónimo a finales del 2005.

## Producción y emisión
La extraordinaria agente secreta Æon Flux, creada por el coreano Peter Chung, se presentó a los espectadores de MTV en 1991 con un episodio piloto de animación experimental sin diálogos de doce minutos dividido en seis partes transmitido en el segmento Liquid Television.
En 1992 se produjeron otros cinco cortos independientes sin diálogos, también transmitidos por Liquid Television. Rápidamente alcanzó el carácter de animación de culto y en 1995, MTV produjo una temporada de diez episodios de media hora cada uno como una serie autónoma, esta vez con diálogos, emitida mediante sus canales alrededor del mundo. Posteriormente, Locomotion emitió la serie para América Latina con doblaje al español. MTV volvió a transmitir la serie en la región en versión subtitulada en varias ocasiones entre 2011 y 2014.

## Cast de voces

### Elenco estadounidense
- Denise Poirer - Æon Flux
- John Rafter Lee - Trevor Goodchild
- Paul Raci - Onan

### México
El doblaje realizado en México en 1999, fue producido por y para Locomotion para su emisión exclusiva por el canal.
- Laura Torres - Æon Flux
- Rodolfo Vargas - Trevor Goodchild
- Yamil Atala - Onan
- Circe Luna - Sybil
- Blas García - Narrador

### Chile
Un segundo doblaje fue realizado en Chile en 2006, producido por Paramount para MTV Home Entertainment para su lanzamiento en DVD.
- Maureen Herman - Æon Flux
- Marco Antonio Espina - Trevor Goodchild
- Jorge Araneda - Onan

Nota: MTV en Latinoamérica emitió la serie en idioma original con subtítulos.

## Episodios

### Cortos
| Corto | Nombre  |
| ----- | ------- |
| 1     | Pilot   |
| 2     | War     |
| 3     | Gravity |
| 4     | Leisure |
| 5     | Mirror  |
| 6     | Tide    |

### Serie
| Capítulo | Nombre                           | Descripción |
| -------- | -------------------------------- | --- |
| 1        | Utopía o Deuteranopía            | Desde hace poco, Trevor Goodchild se ha erigido en líder de la nación de Bregna. Su antecesor, Clavius, ha desaparecido en circunstancias misteriosas.                                                |
| 2        | Tanatofobia                      | Un muro fuertemente armado divide las naciones de Bregna y Monica. No obstante, muchos bregnanos buscan escapar de los misteriosos designios de Trevor Goodchild.                                     |
| 3        | Una última vez para todo         | Aeon se ha enterado del nuevo método de Trevor para crear copias humanas idénticas. En las pruebas de resistencia, sus copias tres y cinco están dando muy buenos resultados.                         |
| 4        | Teoría de la desviación del éter | Los experimentos de Trevor sobre formas artificiales de vida están contenidos en un ecosistema llamado el Hábitat. Un océano de fluido paralítico lo protege de la intrusión de influencias externas. |
| 5        | La purgación                     | Aeon está tras el rastro de Bambara, la bestia criminal y salvaje. |
| 6        | El Demiurgo                      | Aeon y la fuerza de resistencia monicana atraparon al Demiurgo, un ser divino poderoso. Lo enviarán al espacio para liberar a la Tierra. Los bregnanos, con Trevor Goodchild, quieren evitarlo.       |
| 7        | Istmo de cripticus               | La última obsesión de Trevor Goodchild es un ser exquisito que mantiene encerrado en una cámara secreta.                                                                                              |
| 8        | Reraizure                        | Trevor interroga a un agente monicano y eso lo conduce inevitablemente a su sujeto favorito. |
| 9        | Cronofasia                       | Éstas son las últimas cosas que recuerda Aeon... la foto de un bebé, una serie de coordenadas, las tropas de Trevor acercándose.                                                                      |
| 10       | Final Siniestro                  | Trevor se prepara para disparar un rayo que cambiará el rumbo de la evolución humana. |

## La película
En 2005 se produjo Æon Flux, una adaptación cinematográfica ligeramente basada en las series animadas. Ningún miembro del equipo creador de la serie original tuvo un papel importante en esta producción en la que la actriz Charlize Theron personifica a Æon Flux. Entre las desviaciones respecto a la serie original destaca la personalidad de la protagonista: una hedonista, aguda y moralmente ambigua Aeon se convierte en ingenua, bonachona y fraternal. La aparición de personajes claramente «buenos» y «malos» en esta versión cambia la premisa original de Peter Chung, mostrada desde el piloto, de que la misma situación puede ser interpretada desde muy diferentes puntos de vista.
Æon Flux fue lanzado en DVD el 25 de abril de 2006. A partir del 16 de julio de 2006, el DVD ha recaudado $ 31,80 millones de dólares en ventas.